# Libretto di famiglia
Il libretto di famiglia è un documento ufficiale rilasciato in diversi paesi e costituito da una raccolta di estratti di atti di stato civile relativi a una famiglia. Tale documento venne rilasciato per la prima volta in Francia nel 1877, in seguito alla totale distruzione dello stato civile parigino nel 1871.
Il 12 settembre 1974 è stata firmata a Parigi la Convenzione che istituisce un libretto di famiglia internazionale, documento ufficiale multilingue rilasciato dall'ufficiale di stato civile agli sposi e valido nei paesi aderenti (Grecia, Italia, Lussemburgo e Turchia; mentre Belgio, Francia e Portogallo hanno solo sottoscritto la convenzione, ma mai ratificata).

## Diffusione

### In Francia

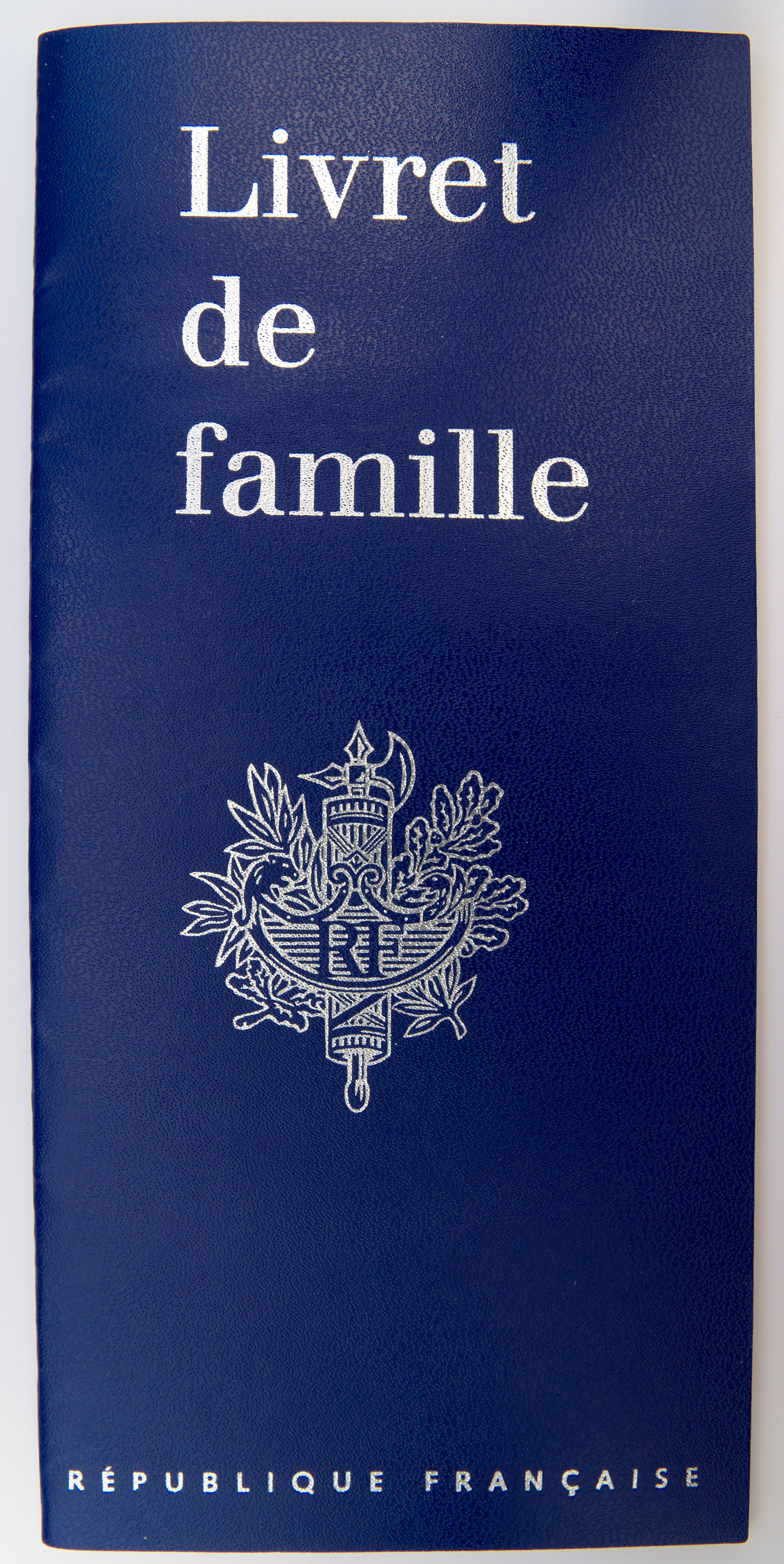
Libretto di famiglia francese del 2005.

In Francia, il libretto di famiglia viene rilasciato o gli sposi dopo la cerimonia del loro matrimonio oppure automaticamente quando avviene la nascita del primo figlio di una coppia non sposata. Successivamente, il documento viene aggiornato con i certificati di nascita di altri figli oppure in caso di matrimonio, separazione legale, divorzio e morte dei genitori. I titolari del libretto di famiglia hanno l'obbligo legale di tenere aggiornato i dati contenuti nel documento, a pena di sanzione.
In seguito alla totale distruzione dello stato civile parigino durante gli incendi della Comune di Parigi nel maggio 1871, il libretto di famiglia fu istituito il 18 marzo 1877 dalla circolare di Jules Simon, presidente del Consiglio e ministro degli interni. Specifica che il possesso è facoltativo:
Infine, la legge del 5 aprile 1884 relativa all'organizzazione municipale prevede l'obbligo per i municipi di includere nel proprio bilancio le spese per la stampa di tali documenti familiari.
Il decreto del 15 maggio 1974 ha creato tre tipologie di libretti di famiglia: quello rilasciato agli sposi, quello rilasciato al padre o alla madre (in caso di famiglia monoparentale) e quello rilasciato alle coppie di fatto. Questi tre tipi di gruppi familiari sono legalmente considerati in grado di beneficiare dei diritti aperti alle famiglie.
Dal 1º luglio 2006 è stato istituito un nuovo documento chiamato "libretto unico", che include gli estratti dei certificati di nascita per tutti i figli dello stesso padre e della stessa madre, mentre i bambini nati da un'altra unione dell'uomo o della donna non devono apparire lì (ad esempio, una donna che ha avuto tre figli con tre uomini diversi avrà tre libretti di famiglia). Il libretto di famiglia non viene emesso quando viene concluso un patto di solidarietà civile. L'emissione e il mantenimento dei libretti di famiglia sono regolati dal decreto del 11 giugno 2006.
Il disegno di legge che apre il matrimonio con coppie omosessuali adottato nel 2013 ha sollevato la questione di cambiare i termini, poiché "padre" o "marito" oppure "madre" o "moglie" non sono adatti per coppie dello stesso sesso.
Alcuni comuni, in particolare Carhaix (Finistère) su iniziativa del sindaco Christian Troadec (2001-2014), pubblicano opuscoli bilingue franco-bretoni per la famiglia che, secondo alcune persone, vengono fatti in violazione della legislazione francese che, secondo queste persone, prevede che solo la lingua francese, la lingua della Repubblica, debba essere utilizzata nei documenti pubblici.
Il libro di famiglia francese non contiene in linea di principio alcuna menzione religiosa. Gli opuscoli consegnati in Alsazia e nel dipartimento della Mosella, zone soggette a una legge locale, contengono tuttavia un'ulteriore pagina bianca, in cui il ministro del culto può portare menzioni in particolare sul matrimonio religioso; i dettagli dei battesimi possono apparire su questi opuscoli. C'è anche il libro di famiglia cattolica che è praticamente simile al libro di famiglia civile ma contiene anche la data e il luogo del battesimo.

### In Belgio
In Belgio viene rilasciato agli sposi un libretto di matrimonio contenente le disposizioni del codice civile relative ai diritti e doveri dei coniugi. Include pagine destinate a ricevere menzioni sui bambini non ancora nati della coppia e sulla loro morte se si verifica prima che abbiano lasciato la casa. Questo opuscolo è rilasciato sia ai coniugi eterosessuali sia a quelli omosessuali, mentre non è rilasciato ai conviventi né ai genitori di bambini nati fuori del matrimonio. In caso di divorzio, il libretto è custodito dalla persona che ha l'autorità parentale. In caso di morte di uno dei coniugi, deve essere presentato alle autorità municipali per registrare la morte.
I moduli utilizzati per il libro del matrimonio belga hanno la formula prestampata latina "Contraxerunt matrimonium in Parochia... mensis... 20..." che il ministro della religione può completare per certificare il matrimonio religioso

### In Svizzera
In Svizzera il libro di famiglia è stato abolito nel 2005, sostituito dal certificato di famiglia che include i dati della coppia sposata e dei loro figli comuni. A differenza del vecchio libretto, il certificato non viene aggiornato, ma in caso di successivi eventi è necessario richiedere un nuovo certificato contenente i dati modificati.

### In Germania

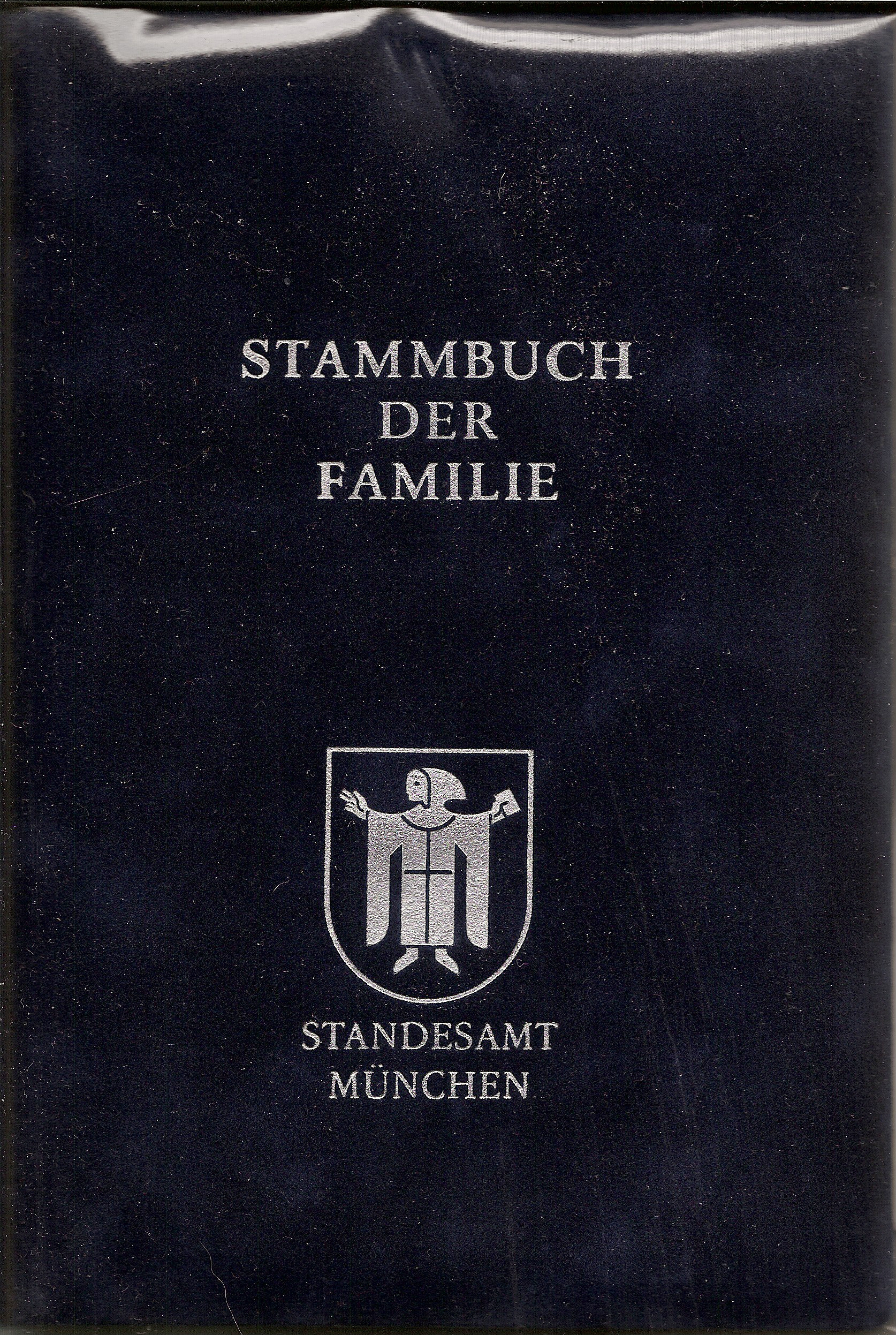
Libretto di famiglia tedesco

In Germania, il libretto di famiglia è semplicemente un raccoglitore in cui sono inseriti (senza una rilegatura fissa) estratti da documenti di stato civile relativi alla famiglia. Gli editori privati che li producono di solito forniscono moduli per matrimoni religiosi, battesimi, ecc.
Il Familienstammbuch fu introdotto a livello nazionale il 1º gennaio 1875, insieme all'ufficio del registro.

### In Spagna
In Spagna, il Ministero della giustizia fornisce un Libro de Familia, in cui sono elencati i membri di tutta la famiglia, compresi i bambini (adottati o meno), i familiari deceduti e i divorzi. L'opuscolo è fornito gratuitamente previa richiesta all'ufficio Stato Civile (Registro Civil) del luogo di residenza del richiedente.

### Nei Paesi Bassi
Nei Paesi Bassi, una coppia sposata riceve il certificato di matrimonio dall'ufficio del registro: il costo di tale certificato deve essere pagato al momento del deposito delle pubblicazioni matrimoniali. Di solito viene acquistato anche il libretto di matrimonio (Trouwboekje) o libretto di famiglia (familieboekje), che contiene un estratto del certificato di matrimonio e, a seconda della congregazione in cui è pubblicato il libretto, c'è uno spazio per le note della chiesa e per la registrazione dei figli della coppia. L'opuscolo contiene anche informazioni sulla dichiarazione di nascita, la dichiarazione di morte e la spiegazione delle norme relative ai nomi di genere. Nel Brabante e nel Limburgo, il libretto del matrimonio includeva anche istruzioni su come una donna cattolica romana dovrebbe agire in caso di aborto. L'opuscolo è solo un estratto e non sostituisce il certificato di nascita o di matrimonio.
Il libretto venne rilasciato dai comuni olandesi a partire dal terzo quarto del XIX secolo: questa divenne una pratica comune, ma non era richiesta dalla legge. Fino all'introduzione del registro civile, c'erano molte variazioni nei nomi. I cognomi, se esistevano già, non erano ereditari: qualcuno nel villaggio poteva essere conosciuto come Jan de Bakker (per via della sua professione), oppure Jannes Withuis (perché viveva in una casa bianca), o come Jan Hendriks (perché suo padre si chiamava Hendrik). Questi nomi sopravvissero anche in seguito e molte persone (in particolare gli analfabeti) sapevano poco o niente con quale nome erano ufficialmente registrati. Vi era anche confusione con la data del matrimonio: soprattutto negli ambienti cattolici, la data del matrimonio ecclesiastico era considerata valida, mentre lo stato civile riguardava solo il matrimonio civile precedentemente concluso. L'opuscolo del matrimonio ha contribuito a garantire che i nomi fossero scritti in modo impeccabile nei documenti ufficiali. Fu anche decretato che ogni dichiarazione di nascita e morte veniva mostrata. I funzionari del registro civile hanno quindi registrato nascite e morti. C'era spazio per le note in cui venivano accreditati soprattutto eventi ecclesiastici equivalenti come il battesimo.

### In Asia
Esistono o esistevano sistemi di registro di famiglia nei paesi dell'Asia orientale:
- in Cina questo sistema è chiamato huji (戶籍T, 户籍S, hùjíP) o hukou (戶口T, 户口S, hùkǒuP);
- in Corea del Nord e Corea del Sud, questo è hoju (Hangul: 호주, Hanja: 戶主, abrogato in Corea del Sud nel 2005);
- in Giappone è koseki (戸籍?);
- in Vietnam, c'è hộ khẩu.

Nell'Asia occidentale:
In Iran, ogni cittadino ha uno shenasnameh, che assume i ruoli del certificato di nascita e del libro di famiglia.